# 筆ぐるめ
筆ぐるめ（ふでぐるめ）とは、富士ソフトが開発し、ジャングルが販売しているはがき作成ソフトウェアである。
もとは富士ソフトが開発から販売までを手掛けていたが、Ver.15よりジャングルと提携し、パッケージ販売はジャングルがおこなっている。
パッケージソフトの販売シェアは2004年から2016年までは3位だったが、2017年以降は筆王を抜き2位である。しかし、筆ぐるめはパッケージソフト以外に年間400万本をPCバンドルで販売しているため、ジャングルはパソコンへのプリインストールまたは同梱を含む「導入実績1位」を自称している。
2008年12月のアイシェアによる「年賀はがきに関する意識調査」でも、筆ぐるめ利用者がこのソフトを選んだ理由の1位は70.9%で「最初から入っていた」であることからも、PCバンドルによる出荷の多さがうかがえる。

## バージョン履歴
- 筆ぐるめ Ver.1.0 - 1993年発売
- 筆ぐるめ Ver.2.0 - 1994年発売
- 筆ぐるめ Ver.3.0 - 1995年発売
- 筆ぐるめ for Windows 95 Version 4.0 - 1996年発売[4]。32bitプログラムになる。
- 筆ぐるめ Version 5.0 for Windows95/NT - 1997年発売。郵便番号7桁対応[5]
- 筆ぐるめ Version6.0 for Windows - 1998年10月10日発売[6]
- 筆ぐるめVer.7.0 - 1999年10月15日発売[7]
- 筆ぐるめ Ver.8.0 - 2000年10月6日発売[8]
- 筆ぐるめ Ver.9.0 - 2001年9月15日発売[9]
- 筆ぐるめ Ver.10 - 2002年9月28日発売[10][11]
- 筆ぐるめ Ver.11 - 2003年9月26日発売[12]
- 筆ぐるめ Ver.12 - 2004年9月24日発売[13][14]
- 筆ぐるめ Ver.13 - 2005年9月16日発売[15]
- 筆ぐるめ Ver.14 - 2006年9月15日発売[16][17]
- 筆ぐるめ Ver.15 - 2007年9月14日発売[18][19]。2007年9月28日にはVer.15をベースに収録コンテンツをおもに2008年年賀状向けに限定した「筆ぐるめ 年賀状限定版2008」もダウンロード販売開始[20][21]。
- 筆ぐるめ Ver.16 - 2008年9月12日発売[22][23]
- 筆ぐるめ Ver.17 - 2009年9月4日発売[24]
- 筆ぐるめ Ver.18 - 2010年9月3日発売[25]
- 筆ぐるめ Ver.19 - 2011年9月2日発売[26]
- 筆ぐるめ 20 - 2012年9月7日発売[27]
- 筆ぐるめ 21 - 2013年9月6日発売[28]
- 筆ぐるめ 22 - 2014年9月5日発売[29]
- 筆ぐるめ23 - 2015年9月4日発売[30][31]
- 筆ぐるめ 24 - 2016年9月2日発売[32]
- 筆ぐるめ 25 - 2017年9月7日発売[33]
- 筆ぐるめ 26 - 2018年9月6日発売[34]
- 筆ぐるめ 27 - 2019年9月5日発売[35]
- 筆ぐるめ 28 - 2020年9月10日発売[36]
- 筆ぐるめ 29 - 2021年9月9日発売[37]
- 筆ぐるめ 30 - 2022年9月8日発売[38]
- 筆ぐるめ 31 - 2023年9月7日発売[39]
- 筆ぐるめ 32 - 2024年9月5日発売[40]